# الأبوانية (عمل)

خريطة للدلتا في عهد الكور الكبرى تظهر فيها حدود الكورة

الأعمال الأبوانية تقسيم جُغرافي مصري استُحدث في عصر الدولة الفاطمية، في خلافة المستنصر بالله الفاطمي، ورد ذكره في تاريخ أبو المكارم، حيث أورد في أول الكتاب قائمة بالخراج، أوضح فيها النواحي والكفور بكل كورة، ولكنه لم يذكر مساحة كل منها، فقال عن الأبوانية:
| ” | الأبوانية ستة نواحي وستة كفور أربعة الآف وسبعماية دينار | “ |

ذكر محمد رمزي أن كتاب «تحفة الإرشاد» ذكر قرى الأبوانية كما ذكر ابن دقماق في كتابه «الانتصار لواسطة عقد الأمصار» الأعمال الأبوانية فذكر قراها، وقال أنها اندثرت في زمانه، فقال:
| ” | أبوان، تونه، نبلوهة، سمناوه، بهرمس، برمايه، بشفا، بوره، مناها، شطا، دبيق، وذكر أن عبرتهم قديما خمسة آلاف دينار وهم الآن خراب داثر داخل البحيرة | “ |

كما وردت في قوانين الدواوين لابن مماتي، وذكر تحتها نبلوهة منفردة.
وكانت يجاور إقليم الدقهلية من الشمال كورة الأبوانية، وهي عبارة على إقليم المنزلة الحالي نسبة لقاعدتها أبوان التي خربت بسبب طغيان بحيرة المنزلة عليها، وكانت منطقة صناعية آهلة بالسكان، وقد اختفت هذه الكورة من الأقسام الإدارية المصرية في الروك الناصري سنة 715 هـ / 1315 م وضمت بلادها إلى إقليم الدقهلية.